# 二階堂姉妹
二階堂姉妹（にかいどうしまい）は、日本プロ麻雀連盟に所属する競技麻雀プロ雀士の姉妹であり、プロ雀士の二階堂瑠美と二階堂亜樹を指す。元パチプロ、YouTuberでもある。

## 経歴
二階堂姉妹は神奈川県で育ち、親がもともと雀荘を経営していた。しかしながら、姉妹が中高生のうちに父母の所在が不明となるなど家庭状況が不安定となったため、妹の亜樹は当時中学生でありながら単独での上京を決意する。亜樹は上京後、年齢を偽りながらも雀荘で働くことで生計を立てていた。その後麻雀プロとしての道を歩みだした亜樹に続き、姉の瑠美もプロ雀士としてのキャリアを開始した。姉妹はともに日本プロ麻雀連盟に所属しており、亜樹は15期生、瑠美は16期生としてそれぞれプロ雀士の一員となった。姉妹はともにプロクイーンで優勝を飾るなど、競技麻雀の大会で複数のタイトルを獲得している。2021年2月22日には、姉妹の公式YouTubeチャンネル「るみあきchanねる」を開設した。

## 雀風
瑠美と亜樹は姉妹で違った雀風を持っており、姉の瑠美は手役を作ることに重きを置くスタイルである一方、妹・亜樹は牌効率を重視した打ち筋でデジタルな戦術をもっている。

## るみあきchannel
2021年より始まった姉妹のYouTubeチャンネルで麻雀最強戦の優勝予想、所属しているEX風林火山のイベントの配信や麻雀以外にもゲストとトーク、検証、ゲームなどバラエティー項目など多数配信している。

## 関連作品

### 書籍
- 『二階堂姉妹の麻雀入門 楽しく麻雀を打つための基本ルールをやさしく解説』日本文芸社、2005年7月29日。[8]
- 『明日は、今日より強くなる 女流プロ雀士 二階堂姉妹の流儀』（2016年5月26日、KADOKAWA）ISBN 978-4046015259

### ソフトウェア
- 二階堂姉妹の麻雀講座 入門編（Windows、2004年3月19日発売[9]）
- 二階堂姉妹の麻雀入門（Windows、2006年7月7日発売[10]）